# ظلال جزائرية (رواية)
ظلال جزائرية مجموعة ثلاث قصص قصيرة وقصيدتين وتمثيليتين من تأليف عبد الحميد بن هدوقة صدرت عام 1961 م.